# Tschechische Badmintonmeisterschaft 2003
Die Tschechische Badmintonmeisterschaft 2003 fand vom 2. bis zum 4. Mai 2003 in Brno-Bohunice statt.

## Medaillengewinner
| Disziplin    | Gold                           | Silber                          | Bronze                              |
| ------------ | ------------------------------ | ------------------------------- | ----------------------------------- |
| Herreneinzel | Jan Fröhlich                   | Jan Vondra                      | Petr Koukal                         |
| Herreneinzel | Jan Fröhlich                   | Jan Vondra                      | René Neděla                         |
| Dameneinzel  | Markéta Koudelková             | Eva Brožová                     | Martina Benešová                    |
| Dameneinzel  | Markéta Koudelková             | Eva Brožová                     | Hana Kollarová                      |
| Herrendoppel | Jiří Provazník Adam Hobzik     | René Neděla Jiří Skočdopole     | Martin Herout Daniel Gaspar         |
| Herrendoppel | Jiří Provazník Adam Hobzik     | René Neděla Jiří Skočdopole     | Stanislav Kohoutek Michal Turoň     |
| Damendoppel  | Eva Brožová Hana Milisová      | Martina Benešová Hana Kollarová | Miroslava Vašková Pavla Janošová    |
| Damendoppel  | Eva Brožová Hana Milisová      | Martina Benešová Hana Kollarová | Martina Brejchová Markéta Kozová    |
| Mixed        | Petr Koukal Markéta Koudelková | Tomasz Mendrek Hana Milisová    | Pavel Kubiš Eva Lacinová            |
| Mixed        | Petr Koukal Markéta Koudelková | Tomasz Mendrek Hana Milisová    | Stanislav Kohoutek Martina Benešová |